# Источник информации
Исто́чник информа́ции — объект, идентифицирующий происхождение информации. А также объект, идентифицирующий происхождение информации; единичный элемент подмножества того или иного класса информационных ресурсов, доступного пользователю и обладающего, как правило, некоторой проблемной определённостью.

## Описание
Источником информации является человек, вещь или место, откуда информация поступает, возникает или получается.
По способам получения информации, источники делятся на:
- фактические — засвидетельствованные очевидцами определённые события , либо зафиксированная со слов очевидцев информация без аналитической обработки
- аналитические — обработанные фактические данные, обогащенные анализом, логическими выводами, субъективным мнением

Часто к источникам информации ошибочно относят передатчики информации. Видоизмененная либо интерпретированная первичная информация, полученная от источника, но не отличающаяся по смыслу и содержанию. Подобная ошибка приводит к делению источников информации на первичные и вторичные, третичные… источники, хотя по сути источник информации всегда один.
К источникам информации также в некоторых случаях относят СМИ. В случае СМИ, автором и соответственно источником информации выступает корреспондент, либо свидетель событий, однако так как права на информацию принадлежат СМИ, то источником информации принято и приемлемо называть не конкретного человека, а СМИ.
Также часто случается, когда одну и ту же по содержанию информацию создают одновременно два и более источника, и хотя информация отличается по форме, иногда информации приписываются оба источника. Происходит это в тех случаях когда важна суть информации, а не её форма. К примеру — научные открытия, или новости.
В редких случаях банальное объединение информации из различных источников приводит к тому, что получившаяся совокупная информация будет содержать большую ценность нежели разрозненная первичная информация по отдельности. В таких случаях автор подобного объединения информации также будет являться источником. К примеру простое объединение информации о каких-то схожих событиях в одном месте, будут представлять ценность в виде какой-то статистики.
Источники информации делятся на отдельные категории:
- исторические источники
- научный источник
- официальный источник информации
- надёжный источник информации
- проверенный источник информации
- авторитетный источник информации.
- и другие.

По способу передачи информации источники могут быть: письменные, устные, фотографические и другие.
Информация достоверна, если она отражает истинное положение дел. Достоверную информацию мы можем получить из научных книг и проверенных источников. Несмотря на доступность и популярность Интернета, информация, предоставляемая там, не всегда достоверна, в отличие от бумажных книг, которые можно найти в библиотеке.
Источником информации также может являться язык и культура (языковые единицы). Так, к примеру, фразеологизмы тоже являются источниками культурной информации, поскольку они выявляют ассоциативные связи, культурно значимые фреймы и конкретные образы абстрактных концептов.
Источником информации для юриста может быть бухгалтерская (финансовая) отчётность.
Финансовый анализ может послужить источником информации о деятельности компании